# Une femme de tête (film, 2018)
Pour les articles homonymes, voir Une femme de tête.
Pour plus de détails, voir Fiche technique et Distribution.
Une femme de tête (Nappily Ever After), ou Saisir la vie par les cheveux au Québec, est un film américain réalisé par Haifaa al-Mansour, sorti le 21 septembre 2018 sur Netflix. Il met en vedette Sanaa Lathan, Ernie Hudson, Lyriq Bent et Lynn Whitfield.

## Synopsis
La vie semble sourire à Violet Jones, une jeune femme qui, a priori, a tout réussi : elle travaille dans le monde de la publicité et a un petit ami, jeune interne en médecine ambitieux et séduisant. La quête de perfection, qui constitue le thème fondamental du film, a ses origines dans le rapport qu'entretient Violet avec sa mère depuis son enfance : elles sont à la fois complices et prisonnières dans un rôle de princesses. En effet, la mère lisse inlassablement la chevelure de sa fille; signe de perfection, le lissage est, pour Violet et sa mère, un impératif qui conditionne leur quotidien. Jamais de laisser-aller ou de désinvolture; Violet, angoissée, affiche un éternel sourire, et prévoit tout, anticipe tout jusqu'aux fiançailles auxquelles elle s'attend dur comme fer, ayant trouvé dans un placard une petite boîte cadeau qui ressemble fort à ce qui cacherait la bague tant désirée. C'était sans compter le destin qui, au détour d'un malencontreux arrosage, va faire basculer la vie de Violet et remettre en question ses certitudes; sa recherche d'une élégance irréprochable va stopper net, et ce sera pour elle l'occasion de faire une belle rencontre celle avec elle-même…

## Fiche technique
Sauf indication contraire, les informations mentionnées dans cette section peuvent être confirmées par la base de données cinématographiques IMDb,  présente dans la section « Liens externes ».
- Titre original : Nappily Ever After
- Titre québécois : Saisir la vie par les cheveux
- Réalisation : Haifaa al-Mansour
- Scénario : Adam Brooks et Cee Marcellus, d'après le roman Nappily Ever After de Trisha R. Thomas
- Musique : Lesley Barber
- Photographie : Alar Kivilo
- Montage : Jay Deuby
- Direction artistique : Brittany Hites
- Décors : John Collins
- Costumes : Jennifer Leigh-Scott
- Coiffure : Dawn Turner et Larry Sims
- Production : Tracey Bing, Sanaa Lathan, Jared LeBoff, Marc Platt
- Société de production : Netflix, Marc Platt Productions et Badabing Pictures
- Société de distribution : Netflix
- Pays d'origine :  États-Unis
- Langue originale : anglais
- Genre : comédie dramatique
- Dates de sortie : 21 septembre 2018 (sortie mondiale sur Netflix)

## Distribution
- Sanaa Lathan (V. F. : Annie Milon) : Violet
- Ricky Whittle (V. F. : Jean-Baptiste Anoumon) : Clint
- Ernie Hudson (V. F. : Jean-Michel Vovk) : Richard, le père de Violet
- Lyriq Bent (V. F. : Julien Chatelet) : Will Wright
- Lynn Whitfield (V. F. : Bernadette Mouzon) : Pauletta, la mère de Violet
- Daria Johns : Zoe Wright, la fille de Will
- Camille Guaty : Wendy
- Terry Serpico : Bill, le patron de Violet
- Brittany S. Hall (V. F. : Mélanie Dermont) : Natasha

Source et légende : Version française (V. F.) selon le carton de doublage Netflix.

## Production

### Développement
En 2003, Universal rachète les droits du roman, et Patricia Cardoso est pressentie pour réaliser l'adaptation cinématographique,. Ce projet ne va toutefois pas à son terme.
Ensuite, Halle Berry acquiert les droits du livre avec la volonté d'interpréter le personnage principal, mais pour des raisons diverses, cette version n’aboutit pas non plus.
Le 15 aout 2017, Netflix annonce obtenir les droits du roman et en prépare une adaptation. C'est finalement Haifaa al-Mansour qui est engagée pour réaliser le film.